# آندرییفیتسا
شهر آندرییفیتسا (به روسی: Андријевица) در کشور مونته‌نگرو واقع شده است. جمعیت این شهر ۱٬۰۷۳ نفر است. در تاریخ سده ۱۹ (میلادی) به عنوان شهر شناخته شد.